# Parco Natura Viva
Parco Natura Viva är en djurpark och Safaripark mellan byarna Bussolengo och Pastrengo, 20 kilometer från Gardasjön, några mil från staden Verona i Italien. Djurparken grundades 1969 i en före detta vinodling som tillhör familjen Zaborra. I djurparken hålls över 1500 djur av 250 arter. Djurparken är berömd för sin avel av skäggam.